# Alto del Carmen
Alto del Carmen es una comuna del Norte Chico de Chile, ubicada en la Provincia de Huasco, a 184 km de Copiapó en la Región de Atacama. Integra el distrito electoral N.º 4 y pertenece a la 4.ª circunscripción senatorial.

## Historia
Gracias al descubrimiento de vetas mineras, a este sector se le dio el título de Villa de Alto del Carmen el 8 de abril de 1824.
Antiguamente el territorio de la comuna estaba constituido por las comunas de San Félix y El Tránsito, creadas en 1891, las cuales en 1929 se integraron a la comuna de Vallenar y finalmente en 1979 se creó la nueva comuna de Alto del Carmen con los antiguos territorios de San Félix y El Tránsito.
El 17 de enero de 1874 se le dio el título de ciudad, por la gran cantidad de población que se estableció por el auge de la minería. 
Francisco Astaburoaga escribió en 1899 en su Diccionario Geográfico de la República de Chile: 24  sobre el lugar:

Alto del Carmen.-—Aldea del departamento de Vallenar, llamada también Guasco Alto y simplemente Carmen. Está situada por los 28° 48' Lat. y 70° 22' Lon. y á unos 45 kilómetros hacia el SE. de su capital, y queda contigua al paraje, dicho las Juntas, por juntarse en este punto los riachuelos que forman el río Guasco; dejando asimismo cercanos, en los valles de esos riachuelos, las aldeas de San Félix y del Tránsito. Su caserío es de 550 habitantes con escuelas gratuitas, estafeta y amenos contornos cultivados.

El geógrafo chileno, Luis Risopatrón lo describe como una ‘aldea’ en su libro Diccionario Jeográfico de Chile en el año 1924:: 24 

Alto del Cármen (Aldea) 28° 46’ 70° 29’. De corto caserío, con servicio de correos, rejistro civil i escuelas públicas, se encuentra a unos 670 m de altitud, entre amenos contornos cultivados, en la parte inferior del valle del Cármen, cerca de su junta con el de El Tránsito.

El 10 de noviembre de 1922, un fuerte terremoto destruyó Alto del Carmen.
Alto del Carmen se levantó en el sector llamado "Las Juntas" que corresponde al encuentro de los ríos y valles de El Carmen y El Tránsito, dando origen desde este punto al río Huasco, que recorre luego Vallenar, a 40 kilómetros, y las comunas de Freirina y Huasco.
La comuna integra cerca de 30 poblados. Los más importantes son el de San Félix en el Valle de El Carmen, y la localidad de El Tránsito, en el valle del mismo nombre.
Los parronales caracterizan esta localidad desde las cuales se elabora el pisco aún de manera artesanal en viñas como "Horcón Quemado" de San Félix, además de la producción del "pajarete", vino asoleado tipo "late harvest" también propio de la zona.
La producción agrícola se conjuga con emprendimientos mineros, el más reciente es el proyecto aurífero Pascua de la minera Nevada, filial de Barrick Gold, que comenzaría su construcción el año 2006. Para el acceso a la mina se construyó el año 2000 una ruta entre Alto del Carmen y la localidad de El Corral permitiendo un acceso cómodo y rápido a las localidades cordilleranas del valle del Carmen.
Esta comuna también es conocida como Huasco Alto.

## Medio ambiente

### Geomorfología y componentes abióticos

Trazado simplificado de los ecosistemas y cuerpos de agua presentes en la comuna de Alto del Carmen.

La comuna de Alto del Carmen se encuentra emplazada en las unidades geomorfológicas de Pampa transicional, Cordones transversales y Cordillera andina de retención crionival; y presenta según la clasificación climática de Köppen clima de tundra (ET), clima de tundra de lluvia invernal (ET (s)), clima glacial (EF), clima glacial de lluvia invernal (EF (s)) y clima semiárido de lluvia invernal (BSk (s)). Esta además se halla entre las cuencas hidrográficas de Costeras e Islas entre el Río Huasco y la región de Coquimbo, Quebrada Totoral y Costeras hasta Quebrada Carrizal, Río Copiapó, Río Huasco y Río los Choros. Además, la comuna posee diversos cuerpos de agua, entre los que se destacan la Laguna Blanca, Laguna Chica, Laguna del Encierro, Laguna Grande, Laguna las palas y Laguna Valeriano; y Río Arroyo Blanco, Río Arroyo de Valeriano, Río Blanco, Río Chollay, Río Conay, Río de la Laguna Chica, Río de las Tres Quebradas, Río del Carmen, Río del Cazadero, Río del Estrecho, Río del Toro, Río del Tránsito, Río El Toro, Río Huasco, Río Laguna Grande, Río Manflas, Río Pachuy, Río Potrerillo, Río Quebrada Cantarito, Río Quebrada del Río Grande y Río Valeriano.

### Componentes bióticos
Dentro del territorio de la comuna se pueden hallar los siguientes ecosistemas:
- Herbazal tropical-mediterráneo andino donde predomina Chaetanthera sphaeroidalis (Vulnerable)
- Matorral bajo desértico mediterráneo andino donde predominan Senecio proteus y Haplopappus baylahuen (Preocupación menor)
- Matorral bajo tropical-mediterráneo andino donde predominan Adesmia hystrix y Ephedra breana (Preocupación menor)
- Matorral bajo tropical-mediterráneo andino donde predominan Adesmia subterranea y Adesmia echinus (Vulnerable)
- Matorral desértico mediterráneo interior donde predominan Adesmia argentea y Bulnesia chilensis (Preocupación menor)
- Zonas geográficas hinóspitas sin vegetación (Sin información)

### Medidas de protección ambiental y conflictos socioambientales
Hasta 2022, la comuna de Alto del Carmen cuenta con las siguientes zonas que cuentan con algún nivel de protección ambiental:
- El Maitén (Sitios ERB)[12]
- Lagunas Altoandinas (Grande y Valeriano) (Sitios Ley 19.300)[13]
- Quebrada del Jilguero (Sitios ERB)[14]
- Río Huasco (Sitios ERB)[15]
- RNP Huascoaltinos (Sitios ERB)[16]
- Tres Quebradas (Sitios ERB)[17]
- Zona Desierto Florido (Sitios Ley 19.300)[18]

## Demografía

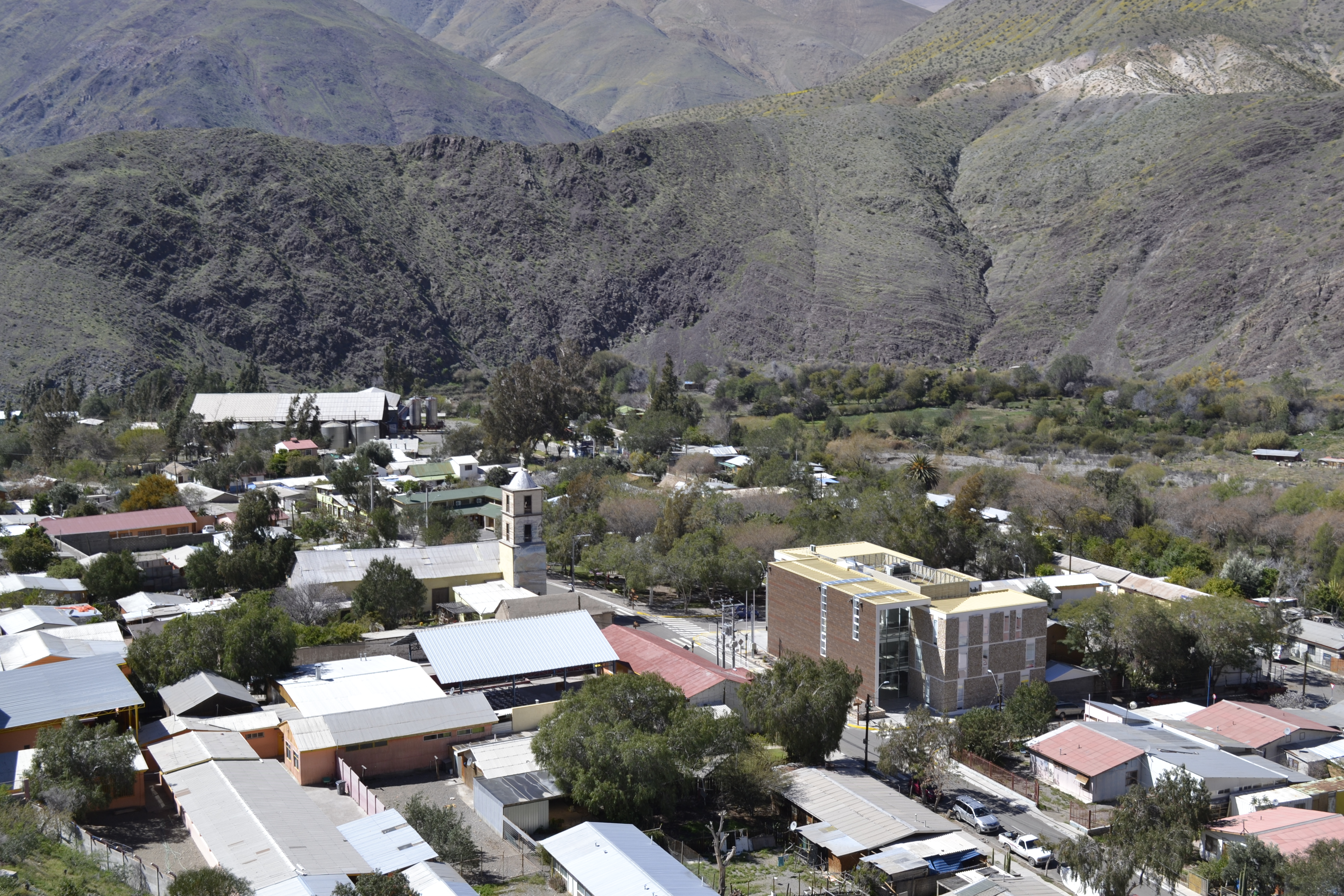
Vista del poblado de Alto del Carmen desde el cerro La Cruz

Según los datos recolectados en el censo del Instituto Nacional de Estadísticas, la comuna posee una superficie de 5.939 km² y una población de 4840 habitantes, de los cuales son 2211 mujeres y 2629 hombres.
Alto del Carmen acoge al 1,90% de la población total de la región. Un 100% (4.840 habitantes) corresponde a población rural y un 0% a población urbana.
La comuna de Alto del Carmen se divide en los siguientes distritos:
| Distrito        | Población Censo 2002 | Superficie |
| --------------- | -------------------- | ---------- |
| Alto del Carmen | 671 hab.             | 191,5 km²  |
| La Marqueza     | 450 hab.             | 240,0 km²  |
| El Tránsito     | 1250 hab.            | 1030,0 km² |
| Conay           | 598 hab.             | 2364,1 km² |
| La Pampa        | 359 hab.             | 184,0 km²  |
| La Higuerita    | 101 hab.             | 124,6 km²  |
| San Félix       | 650 hab.             | 67,3 km²   |
| La Majada       | 99 hab.              | 59,0 km²   |
| Retamo          | 255 hab.             | 62,5 km²   |
| El Corral       | 283 hab.             | 1402,5 km² |
| Algodón         | 101 hab.             | 141,2 km²  |
| Sierra Catalina | 5 hab.               | 72,0 km²   |

### Localidades
Valle del Río Huasco:
El Solar, El Sauce, El Maitén, El Sombrío, El Algodón, El Toro, La Junta.
Valle del Río El Carmen:
Alto del Carmen, La Falda, Punta Blanca, La Huerta, Molino Viejo,  La Vega, El Rosario, El Pedregal, Retamo, La Mesilla, Cerro Blanco, Algarrobal, Crucesita, La Majada, Los Canales, Cerro Alegre, San Félix, El Churcal, La Higuerita, El Huracán, Piedras Juntas, Tinajilla, La Cuesta, Pastalito, Las Breas, El Berraco, La Puntilla, El Corral, El Colorado, Duraznito, La Plata.
Valle del Río El Tránsito:
Ramadilla, Punta Negra, El Terrón, La Placeta, La Marquesa, El Olivo, Chihuinto, Las Pircas, Los Perales, Chanchoquín Chico, La Totora, Chanchoquín Grande, El Tránsito, La Fragua, La Arena, Quebrada de Pinte, El Portillo, La Angostura, La Pampa, El Parral, Quebrada de la Plata, Los Tambos, Quebrada de Colpe, Conay, Chollay, Pachuy, El Albaricoque, Malaguín, Las Lozas, Corral, El Encierro, Matancilla, Quebrada La Cruz, Quebrada El Maray, Juntas de Valeriano,  Laguna Grande, Laguna Chica.

## Administración
La administración para el período de 2021-2025 está a cargo de Cristian Olivares Iriarte (PR), la cual es asesorada por los concejales:
- Javiera Álvarez Álvares (Ind./RN)
- Homero Campillay Iriarte (ind./Comunes)
- Jorge Bórquez Olivares (Ind./RN)
- Luis Paredes Ramírez (UDI)
- Maritza Peña Morales (PR)
- Bladimir Bolados Rivera (ind./RD)

### Representación parlamentaria
Alto del Carmen pertenece al distrito electoral n.º 4 y a la 4.ª circunscripción senatorial (Atacama).
Es representada en la Cámara de Diputados del Congreso Nacional por los diputados Juan Santana (PS), Daniella Cicardini (PS), Nicolás Noman (UDI), Sofía Cid (RN) y Jaime Mulet (FREVS). A su vez, es representada en el Senado por los senadores Yasna Provoste (DC) y Rafael Prohens (RN).

## Economía
En 2018, la cantidad de empresas registradas en Alto del Carmen fue de 60. El Índice de Complejidad Económica (ECI) en el mismo año fue de -1,01, mientras que las actividades económicas con mayor índice de Ventaja Comparativa Revelada (RCA) fueron Cultivo de Uva destinada a Producción de Pisco y Aguardiente (168,08), Otros Cultivos (79,77) y Cultivo de Porotos o Frijol (74,16).

### Turismo

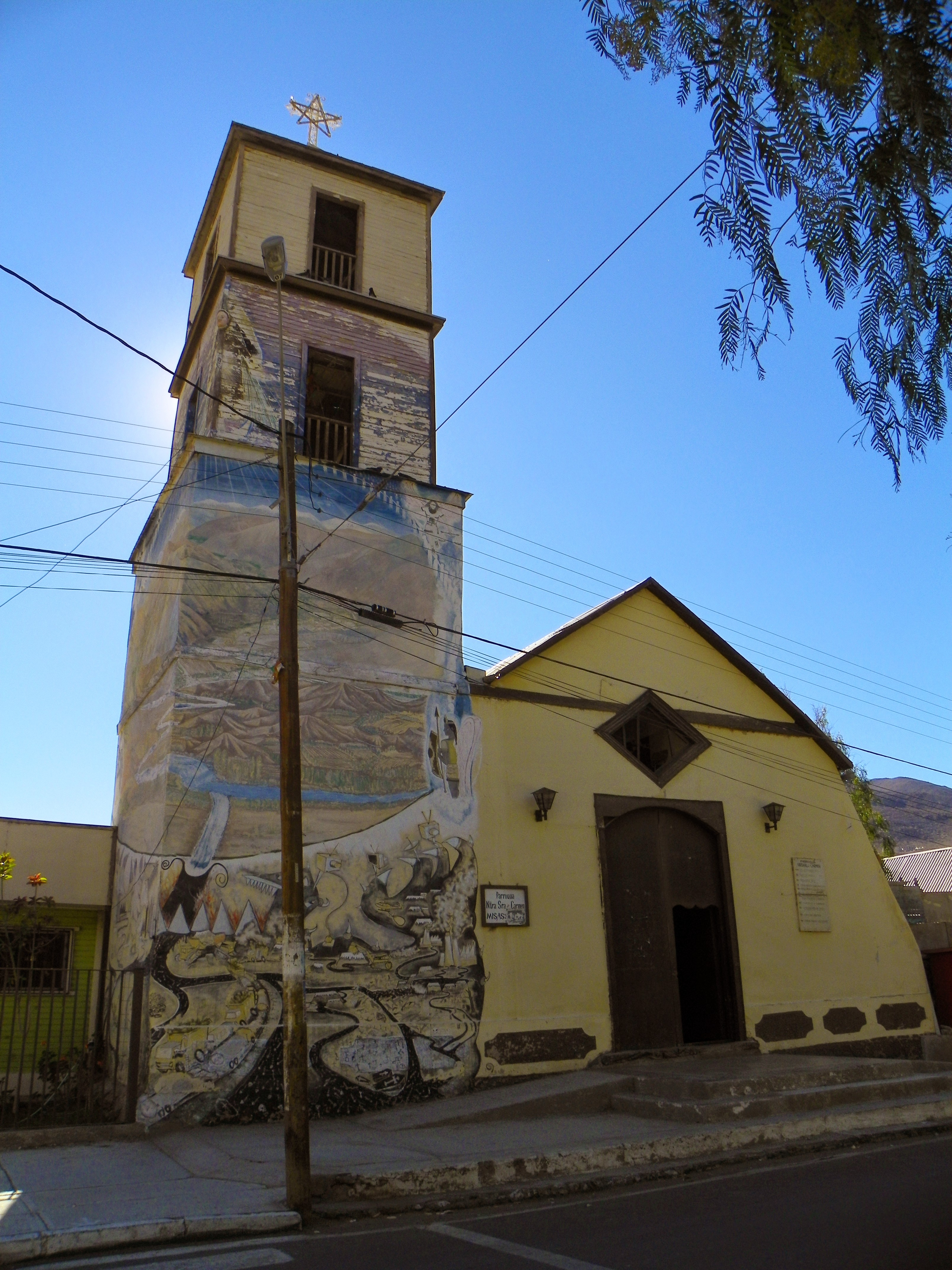
Templo de Nuestra Señora del Carmen

El poblado de Alto del Carmen posee varios atractivos en sus cercanías, tales como el templo de Nuestra Señora del Carmen (1828), su plaza, la quebrada Pie de Gallo, el sector de La Junta, un mirador de donde se tiene una buena vista del Valle de El Carmen.
Desde Alto del Carmen se pueden organizar excursiones al Valle de El Carmen, anteriormente conocido como Valle de los Españoles y al Valle de El Tránsito, también anteriormente conocido como el Valle de los Naturales. En las proximidades de Alto del Carmen se encuentran localidades cercanas como La Vega y Retamo en el Valle de El Carmen y Ramadilla, El Terrón y Punta Negra en el Valle de El Tránsito.
Alojar en Alto del Carmen permite a los más aventureros realizar excursiones para llegar hasta las últimas localidades de ambos valles.
Cada 19 de junio se celebra la Fiesta de Nuestra Señora del Carmen, la cual constituye la principal fiesta religiosa en esta comuna, recibiendo un gran número de fieles y de visitantes que acuden a observar la procesión y a participar de los oficios religiosos.
Normalmente junto a la fiesta religiosa se realiza una muestra de productos de la comuna, como artesanías, comidas y manualidades.
La comuna posee una corporación municipal de turismo, que tiene por finalidad el fomento de las obras de desarrollo comunal y productivo relacionadas y derivadas de la promoción, práctica y difusión de turismo en la Comuna de Alto del Carmen, mediante la creación, estudio, coordinación, difusión, desarrollo, apoyo, capacitación y ejecución de toda clase de iniciativas y actividades relacionadas con las diversas actividades productivas y desarrollo comunal que implica el turismo y puede realizar sus actividades en estos ámbitos de acción.

### Alojamiento y alimentación
En la comuna de Alto del Carmen existen pocos servicios de alojamiento formales en Alto del Carmen, Retamo, San Félix y en Chanchoquín Grande, se recomienda hacer una reserva con anticipación.
Próximo a Alto del Carmen existen algunos servicios de alojamiento rural en casas de familia en proceso de formalización.
En Alto del Carmen no hay servicios de camping, sin embargo se puede encontrar algunos puntos rurales con facilidades para los campistas en La Junta, La Vega y El Pedregal.
Los servicios de alimentación son escasos, existiendo en Alto del Carmen, Retamo, San Félix, Chanchoquín Grande y en El Tránsito algunos restaurantes.
En muchos poblados hay pequeños almacenes que pueden facilitar la adquisición de productos básicos durante su visita.

## Accesibilidad y transporte
El Poblado de Alto del Carmen se ubica a 45 km al interior de la ciudad de Vallenar. Existe transporte público diario a través de buses rurales desde el terminal rural del Centro de Servicios de la Comuna de Alto del Carmen, ubicado en calle Marañón 1289, Vallenar.
No existen puntos de venta de combustible en la comuna de Alto del Carmen. El camino es transitable durante todo el año, sin embargo es necesario tomar precauciones en caso de lluvias en invierno.

## Servicios públicos
El poblado de Alto del Carmen cuenta con servicio de electricidad, iluminación pública y red de agua potable.
En el poblado se encuentra localizado un Retén de Carabineros de Chile y un centro de salud familiar dependiente del municipio de Alto del Carmen.
Al igual que muchos poblados de la comuna, Alto del Carmen cuenta con servicio de teléfonos públicos rurales, existe además señal para teléfonos celulares.
El Municipio cuenta con una red de radio VHF en toda la comuna en caso de emergencias.
En el poblado de Alto del Carmen hay servicio de un cajero automático, por lo que es recomendable tomar las precauciones necesarias antes de viajar. Sin embargo, algunos almacenes de Alto del Carmen cuentan con servicio de Caja Vecina.

### Educación
La Comuna de Alto del Carmen cuenta con 16 escuelas rurales repartidas en las distintas localidades.
En la localidad de  La Huerta se encuentra ubicado el Liceo Alto del Carmen que tiene enseñanza técnico profesional Servicios de Turismo y "Agropecuaria".
En la localidad de Alto del Carmen se encuentra la Escuela Alto del Carmen G-52 “Ricardo Campillay Contreras”. Esta escuela atiende a 213 alumnos. Además de 6 adultos en nivelación enseñanza básica y 59 en nivelación enseñanza media. Cuenta con diez aulas, una biblioteca, una multicancha, comedor y cocina.

## Medios de comunicación

### Radioemisoras
FM
- 90.3 MHz - Estrella del Norte
- 91.3 MHz - Alto del Carmen La Radio
- 92.1 MHz - Radio Atacama
- 96.1 MHz - Profeta
- 102.3 MHz - Nostálgica

## Límites comunales
| Noroeste: Vallenar           | Norte: Vallenar y Tierra Amarilla | Nordeste: Argentina |
| Oeste: Vallenar y La Higuera |                                   | Este: Argentina     |
| Suroeste: La Higuera         | Sur: Vicuña                       | Sureste: Argentina  |